# SH837W
AQUOS PHONE SH837W（アクオス フォーン エスエイチ837ダブリュー）は、シャープによって開発されたスマートフォン。
初期OSはAndroid 4.0を搭載しており、Android 4.1へアップデートが可能。
香港で10月に発売し、以来、ロシア、台湾 でも発売されている。 日本では現在通常流通しておらず、香港便等による輸入で入手できる。